# Polistes dominula
Polistes dominula és una espècie d'himenòpter apòcrit de la família dels vèspids (Vespidae), subfamília dels polistins (Polistinae), molt semblant a Polistes gallicus amb la què comparteix àrea de distribució a Europa. És una vespa d'agressivitat mitjana o baixa, considerada com a plaga a diversos països, i amb impacte negatiu cap a les activitats agropecuàries, particularment la fruticultura. És nativa d'Europa i del nord d'Àfrica però ha estat introduïda accidentalment als Estats Units i a les serralades de l'Argentina i Xile, on està ben establerta.

## Característiques
P. dominula posseeix un cos color negre amb taques grogues. Pot assolir fins a 2 cm de llarg. Presenta l'abdomen allargat i amb cintura molt estreta. Pot ser confosa amb Polistes gallicus, de la qual es diferencia per les galtes i el clipi grocs, sense taques negres. Vespula germanica, que és una altra vespa similar, és molt més agressiva, té potes més curtes, poca cintura i l'abdomen més engruixat; Polistes dominula, en canvi, té potes llargues que porta penjant en volar i antenes color taronja.

## Història natural
Habitualment construeix els seus nius en ràfecs i abrics protegits de la intempèrie en els sostres d'edificacions i construccions humanes, encara que també poden aparèixer en arbres. S'alimenta principalment de fruites madures. Normalment ataca només quan percep agressions cap al seu niu.

## Picada
En la part final del seu abdomen posseeix l'agulló amb el qual sol atacar inoculant un verí dolorós, el qual en els éssers humans pot produir picades doloroses, edemes, i fins a casos fatals a causa de xoc anafilàctic. Al no perdre el seu agulló quan pica, una mateixa vespa pot atacar diverses vegades a la seva víctima.

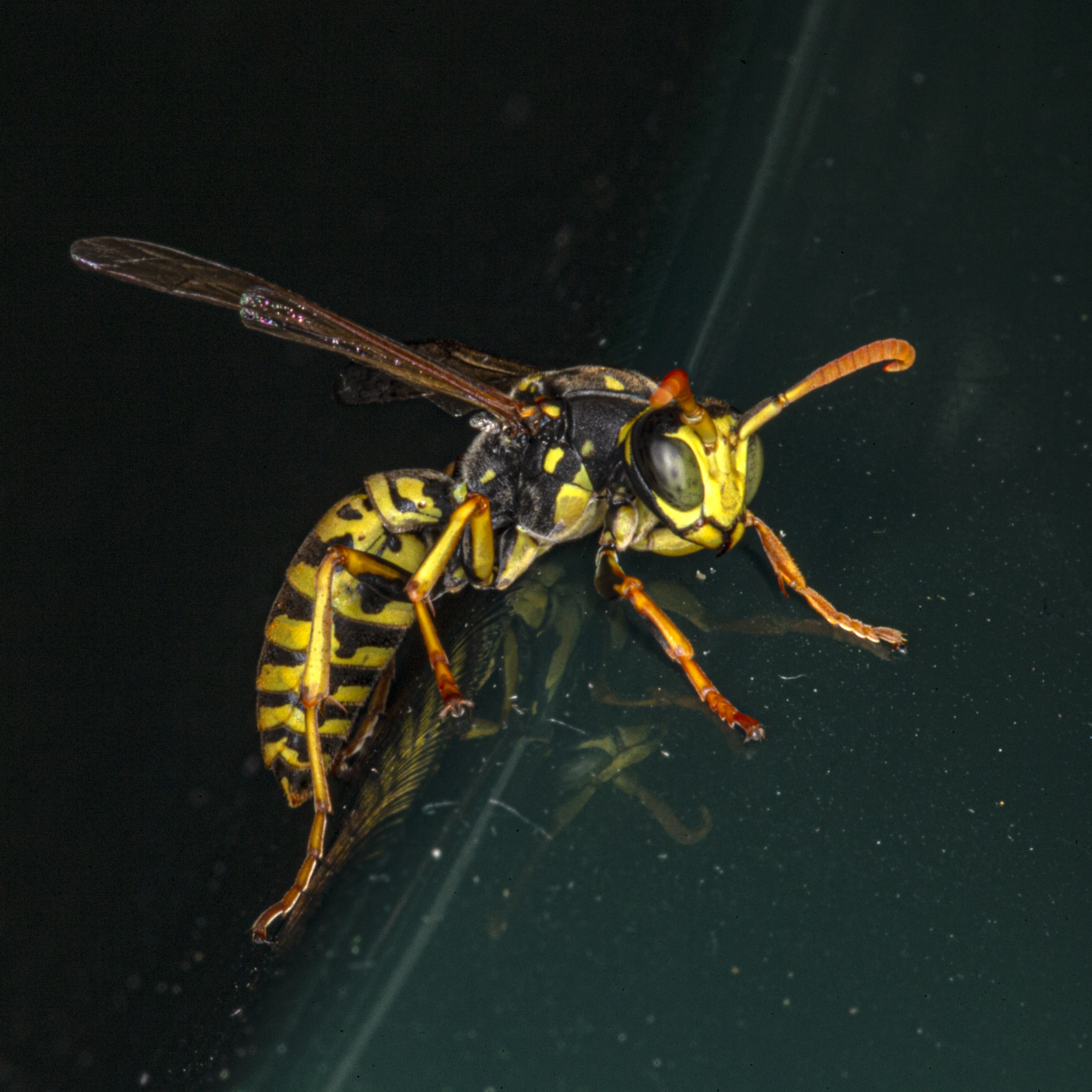
P. dominula
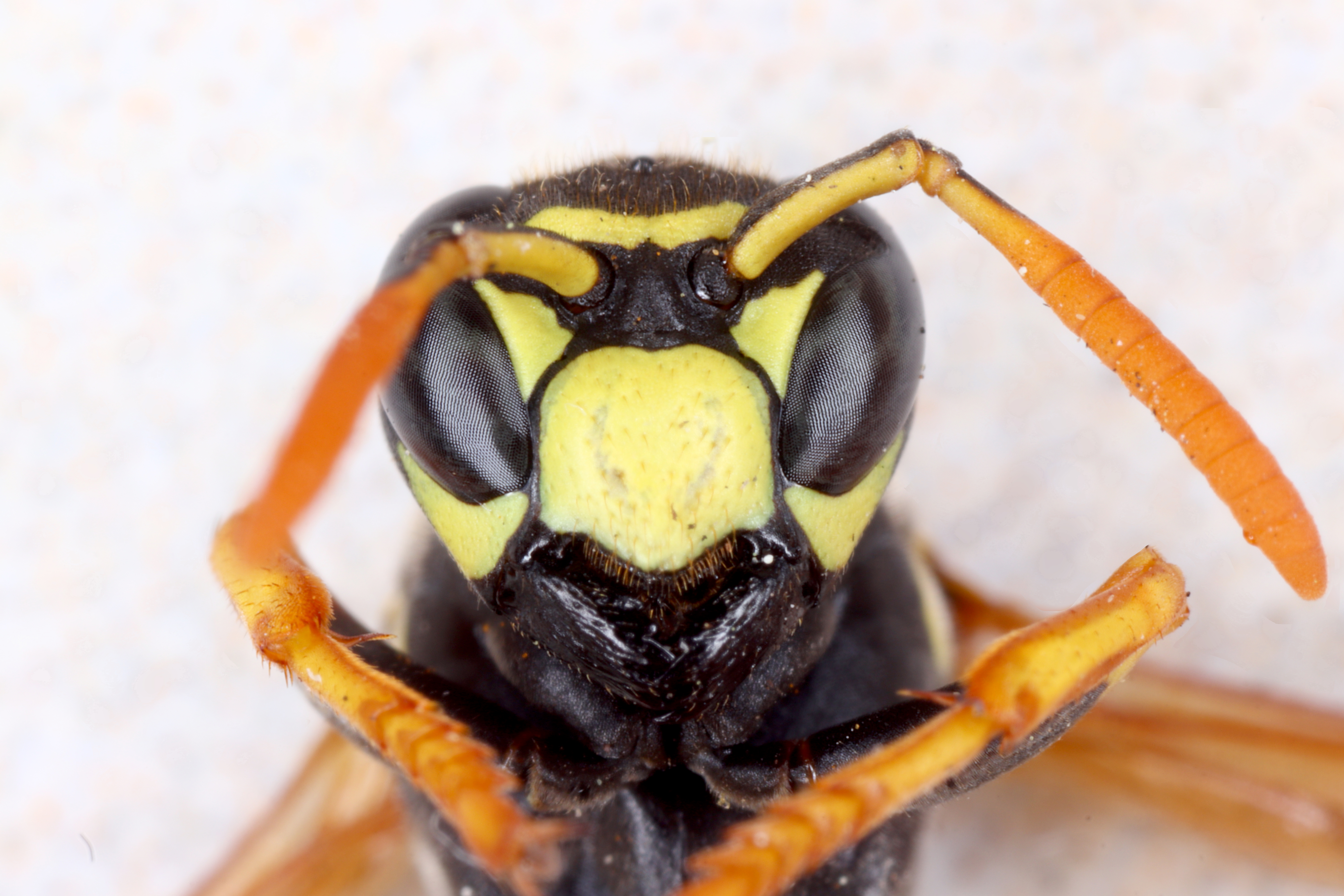
Les obreres de P. dominula tenen les galtes (àrea sota els ulls) i el clipi grocs, sense taques negres, cosa que les diferencia de P. gallicus.